# Tiro nos Jogos Olímpicos de Verão de 2020 - Fossa olímpica feminino
A competição da fossa olímpica feminino do tiro nos Jogos Olímpicos de Verão de 2020 foi disputada em 28 e 29 de julho de 2021 no Campo de Tiro de Asaka, em Tóquio. Um total de 26 atiradoras de 19 Comitês Olímpicos Nacionais (CON) participaram do evento.

## Qualificação
O período de qualificação começou com o Campeonato Mundial de 2018 em Changwon, Coreia do Sul, que foi concluído em 15 de setembro. Por todo o processo, as vagas foram geralmente concedidas para as atiradoras que vencessem uma etapa da Copa do Mundo da ISSF ou ficassem em uma posição de destaque na mesma competição ou em eventos continentais (África, Europa, Ásia, Oceania e Américas).
Após a conclusão do período de qualificação e o recebimento da lista oficial de vagas pelos Comitês Olímpicos Nacionais (CON), a ISSF considerou as posições no ranking mundial para cada evento individual. As atiradores melhores colocados ainda não qualificadas e cujo CON também não tivesse uma quota no evento obtiveram uma vaga direta. O Japão também teve uma vaga garantida como país sede.

## Calendário
Horário local (UTC+9)
| Data                | Horário | Fase         |
| ------------------- | ------- | ------------ |
| 28 de julho de 2021 | 9:00    | Qualificação |
| 29 de julho de 2021 | 9:00    | Qualificação |
| 29 de julho de 2021 | 14:30   | Final        |

## Medalhistas
| Ouro   | SVK Zuzana Rehák-Štefečeková |
| Prata  | USA Kayle Browning           |
| Bronze | SMR Alessandra Perilli       |

## Recordes
Antes desta competição, os seguintes recordes eram estabelecidos:
| Recordes da qualificação | Recordes da qualificação | Recordes da qualificação | Recordes da qualificação | Recordes da qualificação |
| ------------------------ | ------------------------ | ------------------------ | ------------------------ | ------------------------ |
| Recorde mundial          | Satu Mäkelä-Nummela      | 123                      | Acapulco                 | 18 de março de 2019      |
| Recorde olímpico         | Não estabelecido         | –                        | –                        | –                        |

| Recordes da final | Recordes da final | Recordes da final | Recordes da final | Recordes da final  |
| ----------------- | ----------------- | ----------------- | ----------------- | ------------------ |
| Recorde mundial   | Ashley Carroll    | 48                | Guadalajara       | 5 de março de 2018 |
| Recorde olímpico  | Não estabelecido  | –                 | –                 | –                  |

Após a competição, os seguintes recordes foram estabelecidos:
| Recorde          | Tipo         | Atirador(a)                  | Marca | Local  | Data                |
| Recorde mundial  | Qualificação | SVK Zuzana Rehák-Štefečeková | 125   | Tóquio | 29 de julho de 2021 |
| Recorde olímpico | Qualificação | SVK Zuzana Rehák-Štefečeková | 125   | Tóquio | 29 de julho de 2021 |
| Recorde olímpico | Final        | SVK Zuzana Rehák-Štefečeková | 43    | Tóquio | 29 de julho de 2021 |

## Resultados

### Qualificatória
| Pos. | Atiradora                | CON                | 1  | 2  | 3  | 4  | 5  | Total | S-off | Notas |
| ---- | ------------------------ | ------------------ | -- | -- | -- | -- | -- | ----- | ----- | ----- |
| 1    | Zuzana Rehák-Štefečeková | SVK Eslováquia     | 25 | 25 | 25 | 25 | 25 | 125   |       | Q,    |
| 2    | Alessandra Perilli       | SMR San Marino     | 24 | 25 | 25 | 24 | 24 | 122   |       | Q     |
| 3    | Silvana Stanco           | ITA Itália         | 24 | 25 | 25 | 23 | 24 | 121   | +3    | Q     |
| 4    | Laetisha Scanlan         | AUS Austrália      | 24 | 25 | 24 | 23 | 25 | 121   | +2    | Q     |
| 5    | Penny Smith              | AUS Austrália      | 23 | 24 | 25 | 24 | 24 | 120   | +2    | Q     |
| 6    | Kayle Browning           | USA Estados Unidos | 23 | 24 | 24 | 24 | 25 | 120   | +1    | Q     |
| 7    | Madelynn Bernau          | USA Estados Unidos | 24 | 25 | 22 | 24 | 24 | 119   |       |       |
| 8    | Jessica Rossi            | ITA Itália         | 25 | 23 | 24 | 23 | 24 | 119   |       |       |
| 9    | Sandra Bernal            | POL Polônia        | 24 | 23 | 22 | 24 | 25 | 118   |       |       |
| 10   | Natalie Rooney           | NZL Nova Zelândia  | 23 | 23 | 23 | 23 | 25 | 117   |       |       |
| 11   | Wang Xiaojing            | CHN China          | 22 | 24 | 23 | 24 | 24 | 117   |       |       |
| 12   | Carole Cormenier         | FRA França         | 25 | 23 | 24 | 23 | 22 | 117   |       |       |
| 13   | Alejandra Ramírez        | MEX México         | 22 | 23 | 25 | 21 | 25 | 116   |       |       |
| 14   | Fátima Gálvez            | ESP Espanha        | 22 | 24 | 22 | 25 | 23 | 116   |       |       |
| 15   | Daria Semianova          | ROC                | 22 | 24 | 24 | 23 | 23 | 116   |       |       |
| 16   | Kirsty Hegarty           | GBR Grã-Bretanha   | 24 | 24 | 23 | 22 | 23 | 116   |       |       |
| 17   | Ekaterina Subbotina      | ROC                | 24 | 24 | 25 | 20 | 23 | 116   |       |       |
| 18   | Deng Weiyun              | CHN China          | 21 | 25 | 23 | 22 | 24 | 115   |       |       |
| 19   | Yukie Nakayama           | JPN Japão          | 21 | 24 | 22 | 25 | 23 | 115   |       |       |
| 20   | Selin Ali                | BUL Bulgária       | 22 | 24 | 23 | 24 | 22 | 115   |       |       |
| 21   | Ray Bassil               | LBN Líbano         | 24 | 20 | 23 | 24 | 23 | 114   |       |       |
| 22   | Maggy Ashmawy            | EGY Egito          | 19 | 24 | 24 | 22 | 24 | 113   |       |       |
| 23   | Waleska Soto             | GUA Guatemala      | 21 | 23 | 23 | 23 | 23 | 113   |       |       |
| 24   | Satu Mäkelä-Nummela      | FIN Finlândia      | 23 | 23 | 24 | 21 | 22 | 113   |       |       |
| 25   | Mélanie Couzy            | FRA França         | 22 | 22 | 22 | 22 | 22 | 110   |       |       |
| 26   | Adriana Ruano            | GUA Guatemala      | 23 | 21 | 22 | 23 | 21 | 110   |       |       |

### Final
| Pos.              | Atiradora                    | Séries | Séries | Séries | Séries | Séries | Séries | Notas            |
| Pos.              | Atiradora                    | 1      | 2      | 3      | 4      | 5      | 6      | Notas            |
| ----------------- | ---------------------------- | ------ | ------ | ------ | ------ | ------ | ------ | ---------------- |
| Medalha de ouro   | SVK Zuzana Rehák-Štefečeková | 21     | 25     | 30     | 34     | 38     | 43     | Recorde olímpico |
| Medalha de prata  | USA Kayle Browning           | 20     | 24     | 29     | 34     | 37     | 42     |                  |
| Medalha de bronze | SMR Alessandra Perilli       | 19     | 23     | 26     | 29     |        |        |                  |
| 4                 | AUS Laetisha Scanlan         | 19     | 24     | 26     |        |        |        |                  |
| 5                 | ITA Silvana Stanco           | 17     | 22     |        |        |        |        |                  |
| 6                 | AUS Penny Smith              | 13     |        |        |        |        |        |                  |